# Alexis Touably Youlo
Alexis Touably Youlo (ur. 17 listopada 1959 w Béréblo) – iworyjski duchowny rzymskokatolicki, od 2006 biskup Agboville.